# Miopithecus
Los talapoines (Miopithecus) son un género de primates catarrinos pertenecientes a la familia Cercopithecidae. El género está constituido por dos especies que habitan en África central desde Camerún y la República Democrática del Congo hasta Angola.
Con una longitud que oscila entre los 32 y 45 cm y un peso de aproximadamente 1,3 kg en los machos y 0,8 kg en las hembras, son los cercopitécidos más pequeños.
Estos animales viven en grupos grandes de 60 a 100 animales. Se congregan en la noche en árboles cerca del agua, dividiéndose en subgrupos más pequeños durante el día para encontrar alimento. Los grupos se componen de varios machos completamente maduros,hembras numerosas y su descendencia. A diferencia de sus parientes cercanos, los cercopitecos , no tienen ningún comportamiento territorial. También tienen un repertorio vocal más pequeño.
Los talapoines son diurnos y arborícolas , prefiriendo los bosques tropicales y manglares cerca del agua. Como el mono del pantano de Allen , pueden nadar bien y buscan alimento en el agua.
Los talapoines son omnívoros , su dieta consiste principalmente en frutas, semillas, plantas acuáticas, insectos, crustáceos, huevos de aves y pequeños vertebrados.
Su periodo de gestación de 160 días (normalmente de noviembre a marzo) resulta en el nacimiento de una sola cría. Las crías son bastante grandes y bien desarrolladas (recién nacidas pesan más de 200 gramos, aproximadamente una cuarta parte del peso de la madre) y se desarrollan rápidamente. Al cabo de seis semanas ya comen alimentos sólidos, ya a los tres meses de edad son independientes. La edad más alta registrada por un animal en cautiverio fue de 28 años, mientras que la esperanza de vida en la naturaleza es desconocida.

## Especies
- Género Miopithecus [1]
  - Miopithecus talapoin
  - Miopithecus ogouensis